# Versal
Versal ist ein Fachausdruck für einen Großbuchstaben (Majuskel). Das Pendant ist der Kleinbuchstabe (Minuskel).
Da in der Typografie der Singular Versal nahezu überhaupt nicht vorkommt und andere Bezeichnungen allgemein üblicher sind, gibt dieser Artikel nur einen Überblick über den Wortgebrauch. Weitere Angaben sind in den verlinkten Artikeln zu finden.

## Synonyme
- Die allgemeinsprachliche Bezeichnung ist Großbuchstabe, in der Fachsprache wird zumeist die Bezeichnung Majuskel verwendet.[1]
- Ein weiteres Synonym ist Versalbuchstabe.[2]
- Gleichbedeutend ist auch die Nebenform (die) Versalie.[3] Diese ist so selten, dass der Duden sie nicht verzeichnet. Im Duden ist nur die Hauptform (der) Versal verzeichnet.[4]

## Wortformen und ihre Verwendung

### Versalien
Nahezu immer wird die Pluralform Versalien verwendet. Als  Versalien werden Großbuchstaben zumeist dann bezeichnet, wenn ganze Wörter oder längere Textstücke komplett mit Großbuchstaben geschrieben und damit optisch stark hervorgehoben werden. Diese Art der Schriftauszeichnung nennt man „in Versalien schreiben“ oder einfach „Versalien“.

### versal
Das Adjektiv versal wird häufiger verwendet als das Substantiv Versal im Singular. Beispiele:
- das versale ß = das ß als Großbuchstabe, das große ß
- Der Text ist versal gesetzt = in Großbuchstaben gesetzt

### Versal-
Versal- ist Bestandteil in einigen typografischen Fachbegriffen, darunter:
- Versalakzent – ein Akzent auf einem Großbuchstaben, z. B. É
- Versalalphabet – ein Alphabet in Großbuchstaben, das Alphabet einer Majuskelschrift
- Versalhöhe
- Versalsatz – Schreibweise nur mit Großbuchstaben[5]
- Versalziffer

### Versal als Anfangsbuchstabe

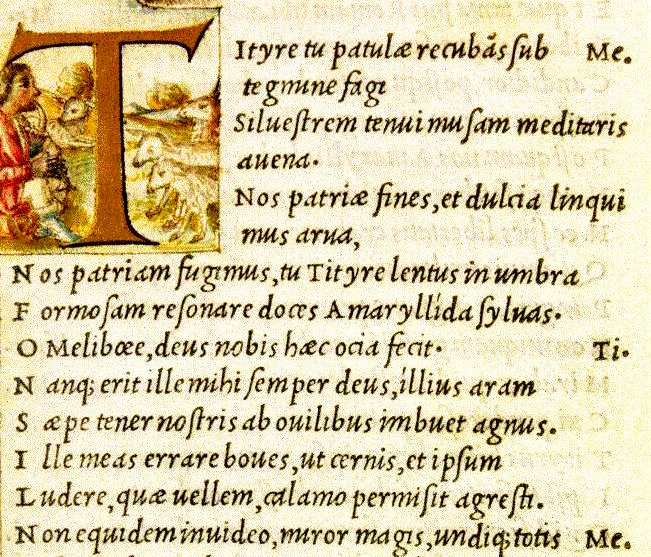
Beispiel für die ursprüngliche Wortbedeutung: ein Großbuchstabe (Versal) am Anfang jeder Verszeile. Zu Beginn eine große T-Initiale. Beginn der ersten Ekloge von Vergil, Druck von Aldus Manutius (1501).

Der Singular Versal wird in der Regel nur in der Paläografie und der Schriftlinguistik mit Bezug zu alten Handschriften oder Drucken verwendet. In diesem Zusammenhang ist damit ein Großbuchstabe am Anfang einer Verszeile gemeint – daher die Bezeichnung Versal. Es kann sich auch um einen kurzen Textabschnitt handeln, der vom Umfang her etwa einem Vers entspricht.
Das Wort wird aber mit dieser ursprünglichen Bedeutung nur selten verwendet, im Singular wie im Plural. Wesentlich häufiger wird der allgemeinere Ausdruck Initiale (Anfangsbuchstabe) verwendet oder gegebenenfalls Lombarde (ein spezieller Typ solcher Anfangsbuchstaben). Zu beachten ist aber, dass Versalien (Anfangsbuchstaben von Verszeilen) oft zusammen mit wesentlich größeren Initialen im selben Text vorkommen, wie im Bild rechts zu sehen. Die Wörter sind also nicht gleichbedeutend.
Der Wandel der Wortbedeutung hin zu allgemein „Großbuchstabe“ spiegelt sich in einer Publikation aus dem Jahr 1601 über „allerhand Versalien oder AnfangsBuchstaben“, in der Großbuchstaben der verschiedensten Gestalt vorgestellt werden, von schlichten bis zu höchst verzierten Formen. Der Verfasser spricht nicht von Großbuchstaben, sondern von  Versalien oder Anfangsbuchstaben, was er mehrmals gleichsetzt. Er erklärt, diese Buchstaben seien in drei Fällen zu verwenden: 1. „zu Anfang der ersten Zeil“, 2. am Anfang von Eigennamen sowie der Namen von Flüssen, Bergen, Städten, Ländern, 3. nach einem „Pünctlein“. Er beschwert sich über die seinerzeit um sich greifende Mode, darüber hinaus alle Substantive „mit einem Versal zu setzen“. Gemeint sind also Großbuchstaben. Der Verfasser erinnert an die Wortherkunft: Man nenne diese Buchstaben deshalb Versalien, „weil sie den Vers oder die erste Zeil anfangen“.